# Džajš al-Islám

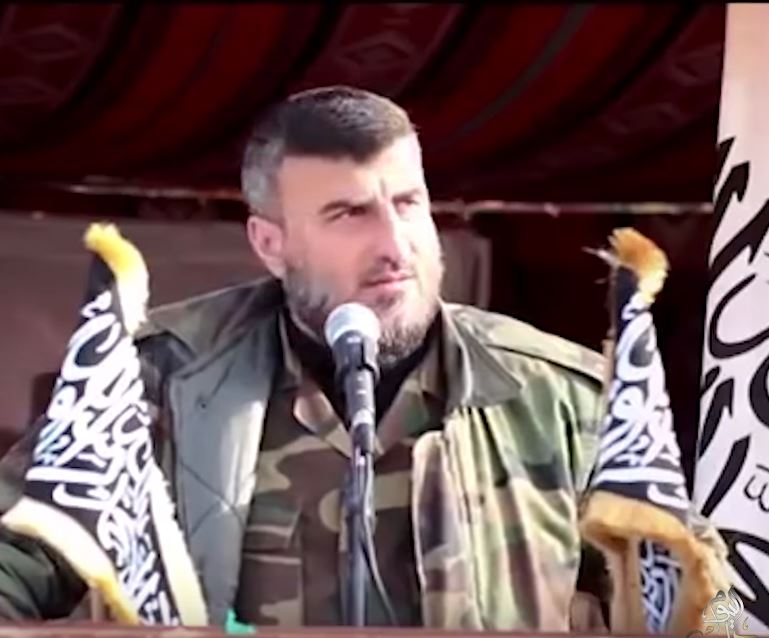
Zahrán Allúš, zakladatel skupiny Džajš al-Islám 29.4 2015

Džajš al-islám (přeloženo z arabštiny: Armáda islámu), dříve známá jako Liwá al-islám (Brigáda islámu), je koalice islamistických sunnitských jednotek zapojených do syrské občanské války. Základnou jim byla damašská oblast, zejména město Dúmá a oblast východní Ghúta. Džajš al-islám byla až do jejího rozbití syrskou armádou největší povstalecká frakce v této oblasti. Skupina je či byla součástí Islámské fronty Syrské opozice. Odmítla členství ve Svobodné syrské armádě. Skupina patří spolu s Ahrár aš-Šám mezi hlavní rebelské skupiny podporované Saúdskou Arábií, které vyhlásily Islámský stát s platností práva zvaného šaría. Skupina spolupracovala s frontou Džabhat Fatah aš-Šám (zvanou an-Nusrá) nejméně do konce roku 2015.
Brigádu islámu založil Zahrán Allúš, syn saúdského náboženského učence, poté, co jej syrské úřady v polovině roku 2011 propustily z vězení, které si odpykával za svůj salafistický aktivismus. Skupina přijala odpovědnost za provedení bombového útoku v Damašku v červenci 2012, při kterém byli zabiti syrský ministr obrany, náměstek ministra obrany a asistent viceprezidenta Sýrie. 29. září 2013 oznámilo 50 rebelských skupin v okolí Damašku jejich sloučení do nové koalice Džajš al-islám. Údajně byla koalice vyjednána a vedena Saúdskou Arábií. Tento stát skupině poskytl miliony dolarů na výcvik jejích bojovníků. Kromě toho zprostředkoval za tímto účelem zapojení instruktorů z Pákistánu.
25. prosince 2015 byl zakladatel skupiny Zahrán Allúš zabit během útoku syrského vojenského letectva na předměstí Damašku. Nahradil ho Abú Hammám al-Buwajdání.
Mluvčí koalice Džajš al-islám připustil, že v dubnu 2016 jeden z jejích velitelů použil v rozporu s mezinárodními konvencemi zakázané zbraně v části velkoměsta Aleppo obývané převážně Kurdy, čímž se vystavil trestu. V dubnu 2018 tato koalice naopak obvinila syrský režim z chemického útoku na město Dúmá.